# Banca di Pisa e Fornacette Credito Cooperativo
La Banca di Pisa e Fornacette Credito Cooperativo è un istituto bancario italiano, fondato nel 1962 a Fornacette, nel comune di Calcinaia. Ha all'attivo, oltre alle sedi di Pisa e Fornacette, 18 filiali. L'azienda conta 240 dipendenti.
La Banca di Pisa e Fornacette è una realtà strutturata, protagonista dello sviluppo economico e sociale di tutto il territorio pisano. Offre prodotti e servizi innovativi per famiglie, imprese ed enti presenti sul territorio e li affianca nella scelta delle soluzioni finanziarie maggiormente adatte alle loro esigenze attingendo da un patrimonio di storia, di conoscenza del territorio e di competenze specifiche. Con professionalità e trasparenza fornisce, inoltre, credito e raccoglie le risorse per reinvestirle in tutta l'area pisana. 
Responsabilmente impegnata in progetti di carattere sociale, Banca di Pisa e Fornacette sostiene iniziative culturali e ambientali rispondendo ai bisogni della comunità locale attraverso  un "nuovo concetto di fare banca" coerente con i propri obiettivi di coesione sociale e di crescita del valore per i soci e per la collettività. 

## Storia
La Banca di Pisa e Fornacette nasce il 9 ottobre 1962 con il nome di Cassa Rurale e Artigiana di Fornacette.
Nel 1994 diventa una Banca di credito cooperativo cambiando la propria denominazione sociale in "Banca di Credito Cooperativo di Fornacette".
Nel frattempo la banca espande il suo bacino fino ad arrivare a Pisa, e quindi nel 2013 cambia nome, assumendo quello attuale. 
Nel settembre 2014 la banca ha inaugurato la sua nuova sede in Via Tosco Romagnola 93 a Fornacette: l'edificio è stato costruito vicino alla vecchia sede e al suo interno si trova anche un auditorium da 300 posti.
Il 14 marzo 2019 Banca di Pisa e Fornacette è entrata a far parte del Gruppo Bancario Cooperativo Iccrea attraverso la sottoscrizione di un contratto di coesione che attribuisce alla capogruppo la responsabilità di esercitare un’azione di direzione e coordinamento delle affiliate avendo come obiettivo quello di salvaguardare la stabilità del Gruppo e di ogni sua singola componente, nel pieno rispetto dei principi di sana e prudente gestione societaria e imprenditoriale, supportare le banche aderenti nel perseguimento delle finalità fissate dal loro Statuto e salvaguardare e promuovere lo spirito cooperativo e la funzione mutualistica delle stesse e del Gruppo nel suo insieme.  
Il Gruppo Bancario Cooperativo Iccrea è il più grande gruppo bancario cooperativo italiano con 136 Banche di Credito Cooperativo dislocate su 1759 comuni, una rete di oltre 2600 sportelli, più di 4 milioni di clienti, 798.000 soci, attivi per 151 miliardi di euro e fondi propri per 11,3 miliardi di euro. Il Gruppo si colloca in Italia al terzo posto per numero di sportelli e al quarto per attivi.